# Yuta Hashimura
Yuta Hashimura (født 10. september 1991) er en tidligere japansk fodboldspiller.
Han har spillet for flere forskellige klubber i sin karriere, herunder Yokohama FC og Giravanz Kitakyushu.